# ポリクロニス・レンベシス
ポリクロニス・レンベシス（Polychronis Lembesis 、ギリシャ語表記: Πολυχρόνης Λεμπέσης、1848年 - 1913年）は、ギリシャの画家である。ギリシャ独立後にドイツのミュンヘンで美術を学んだ「ギリシャ・ミュンヘン派」 と呼ばれる画家の一人である。人物画や風俗画を描いた。

## 略歴
サラミス島で羊飼いの息子に生まれた 。サラミス島にはファネロメニ修道院があって多くのイコンを見ることができる。学校の同級生の父親に何度かギリシャの首相を務めた政治家のディミトリオス・ヴォルガリス(Dimitrios Voulgaris)がいて支援を受けることができた。アテネで絵の勉強を初めた後、ミュンヘン美術院に入学し、ヴィルヘルム・リンデンシュミットやルートヴィヒ・フォン・レフツの学生になった。1875年から再びミュンヘンで活動を始めたギリシャ出身の画家、ニコラオス・ギジス(1842-1901)と知り合い、影響を受けた。
1880年にアテネに戻り、ヘーパイストス神殿から遠くない場所に住んだ。風景画家としても知られていたが、肖像画や人物画を描くようになり、アテネの裕福な市民から注文を受けた。有力な政治家、ステファノス・ドラグミス(Stefanos Dragoumis)の子供たちの家庭教師も務めた。1883年ころから宗教画も描くようになり、イコンを制作し、ギリシャ各地の教会の装飾画も描いた。
1900年のパリ万国博覧会や、1903年にアテネで開催された国際博覧会に参加したが、その後、1908年と1910年のアテネでのの展覧会に古い作品を出品しただけであった。ギリシャでもレンベシスのようなアカデミック絵画のスタイルよりも近代的なスタイルの絵画が好まれるようになっていて、仕事が得られなくなり、忘れられた画家となり、貧しさの中で65歳で亡くなった。
1963年に故郷のサラミス島で回顧展が開かれた。

## 作品

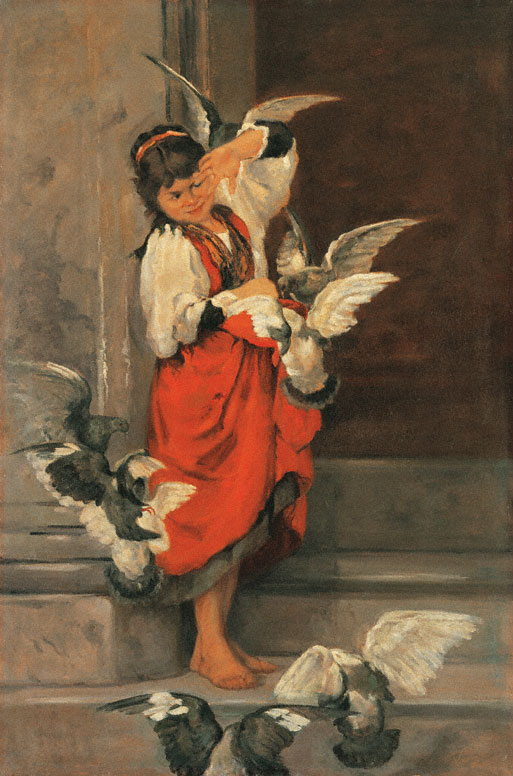
鳩と少女 (c.1879)
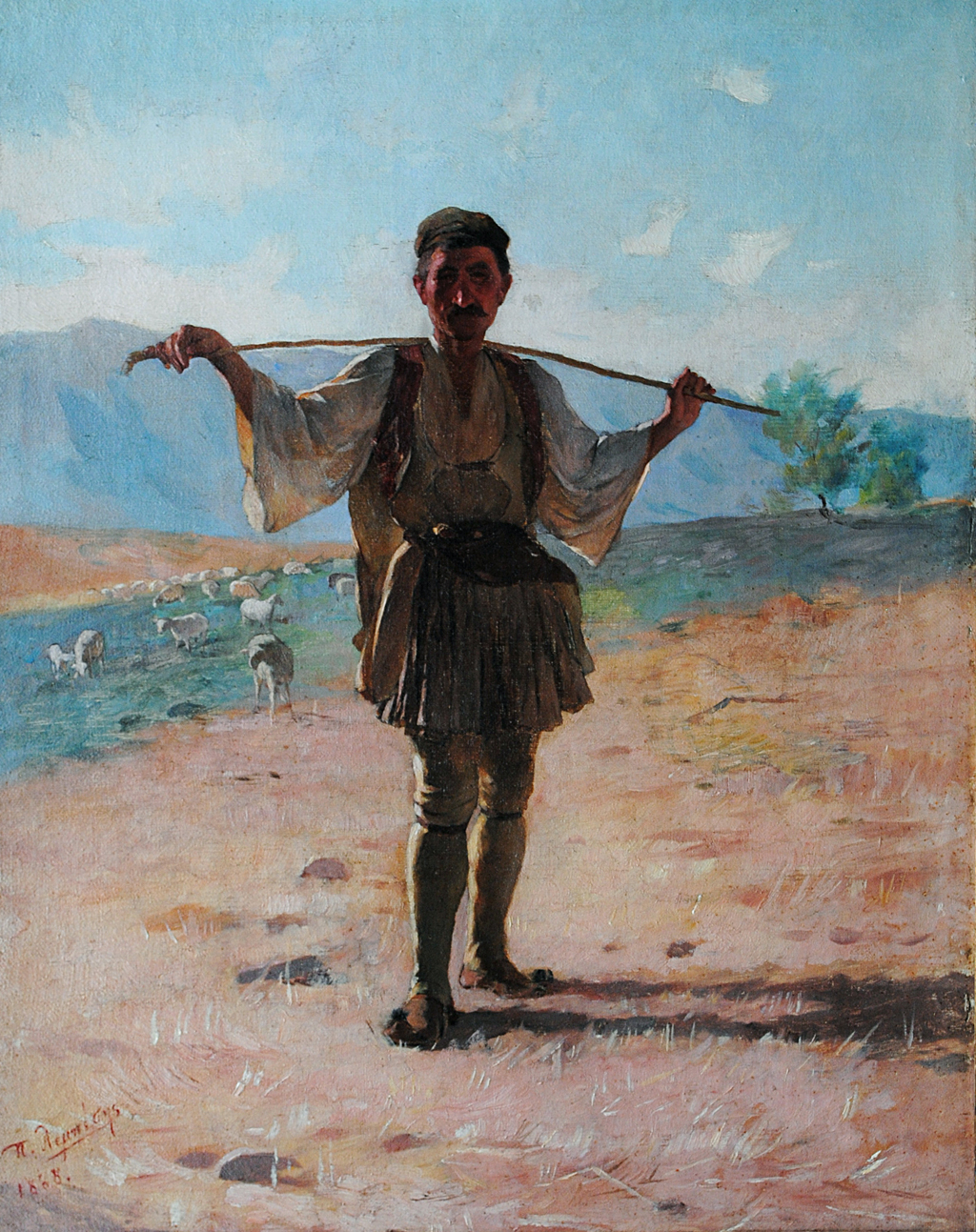
羊飼い (1888)
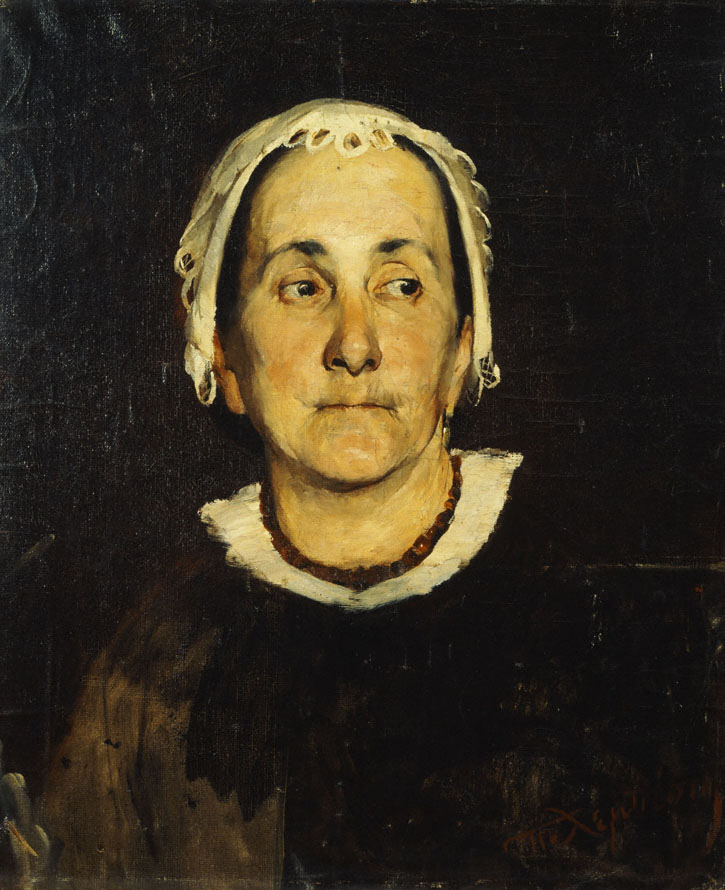
白い帽子の婦人
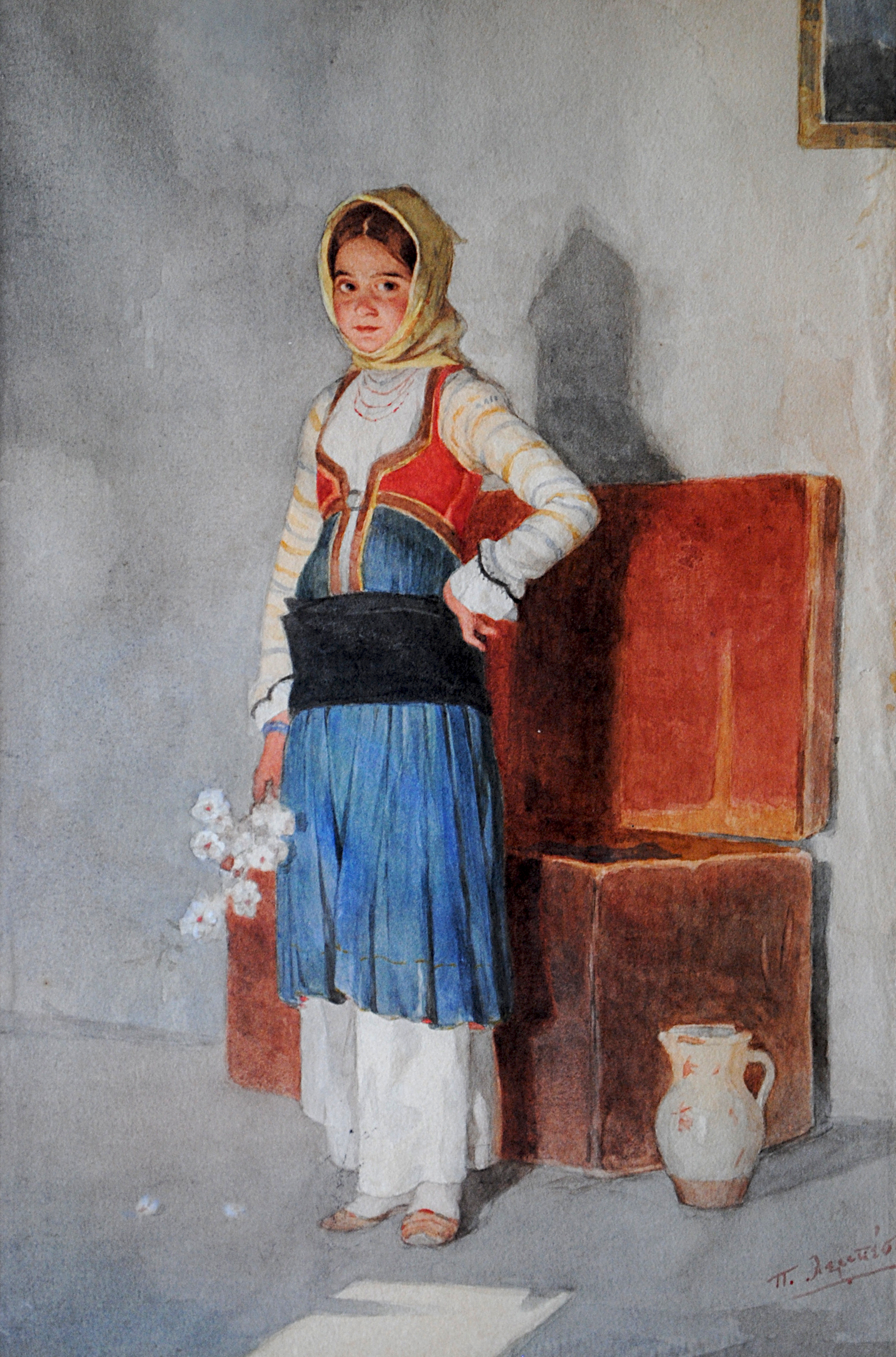
民族衣装の少女

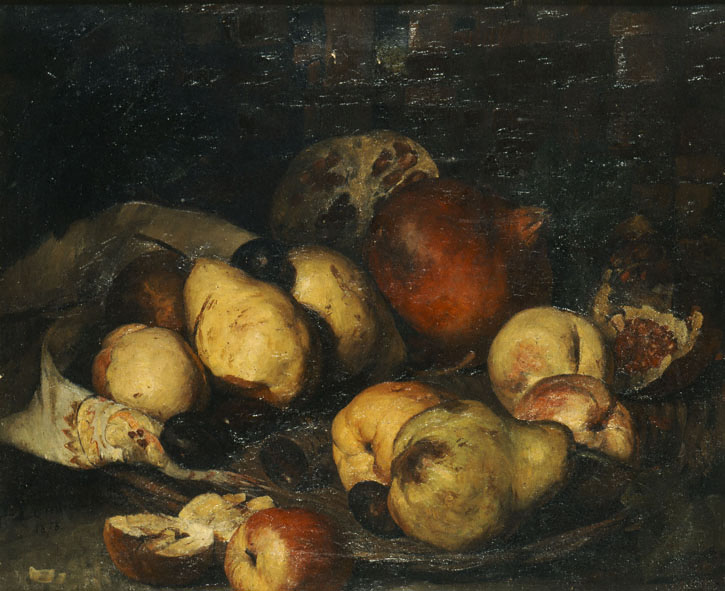
果物籠
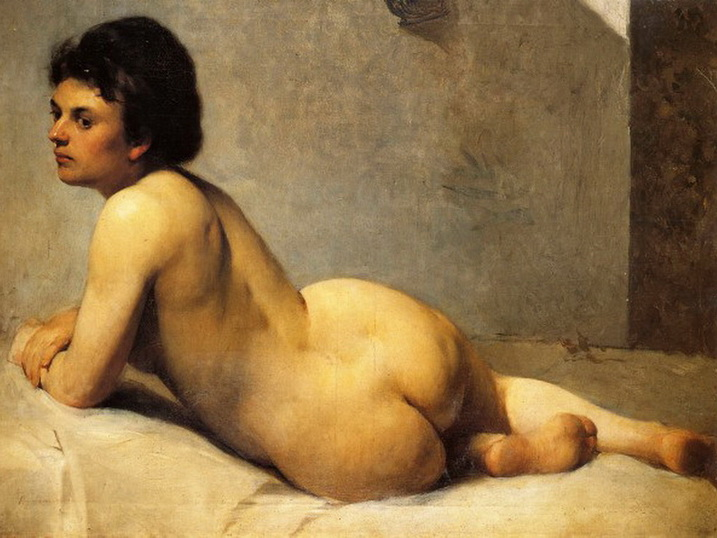
ヌード　(c.1877)
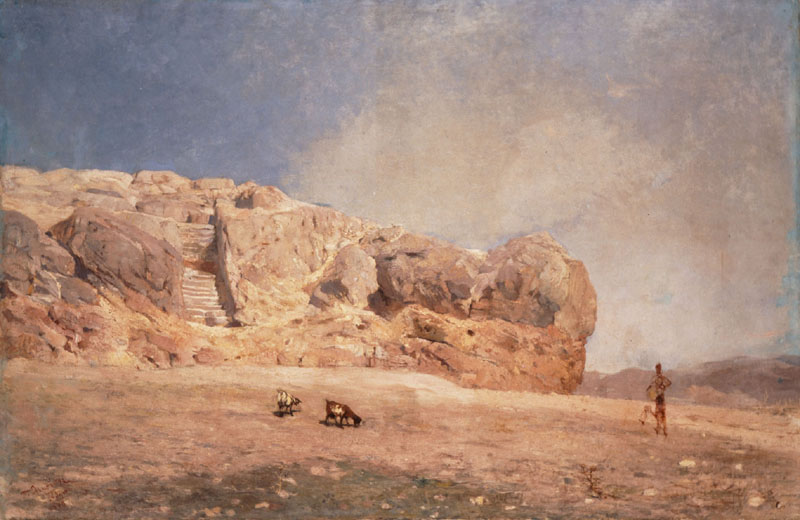
「アレス神の丘（大岩）」